# Grammy a la millor peça musical tradicional estatunidenca
El Prermi Grammy a la millor peça musical tradicional estatunidenca és una categoria de la cerimònia anual dels Premis Grammy. Aquest va ser presentat per primera vegada en els 56ns Premis Grammy.
Segons l'Acadèmia de Gravació Americana o NARAS, el guardó inclou tots els subgèneres de la música tradicional americana, la qual inclou: Americana, Bluegrass, Blues o Folk. La categoria està oberta per artistes en solitari, duets, trios o grups, tanmateix, aquest premi és per a un única peça musical.

## Premis

### Dècada del 2020
| Edició | Imatge | Guanyador(s)/ Guanyadora(es) | Obra           | Nominat(s)/ Nominada(es) | Ref   |
| ------ | ------ | ---------------------------- | -------------- | ------------------------ | ----- |
| 62     |        | I'm with Her                 | "Call My Name" |                          | [ 2 ] |